# Dosette de lessive

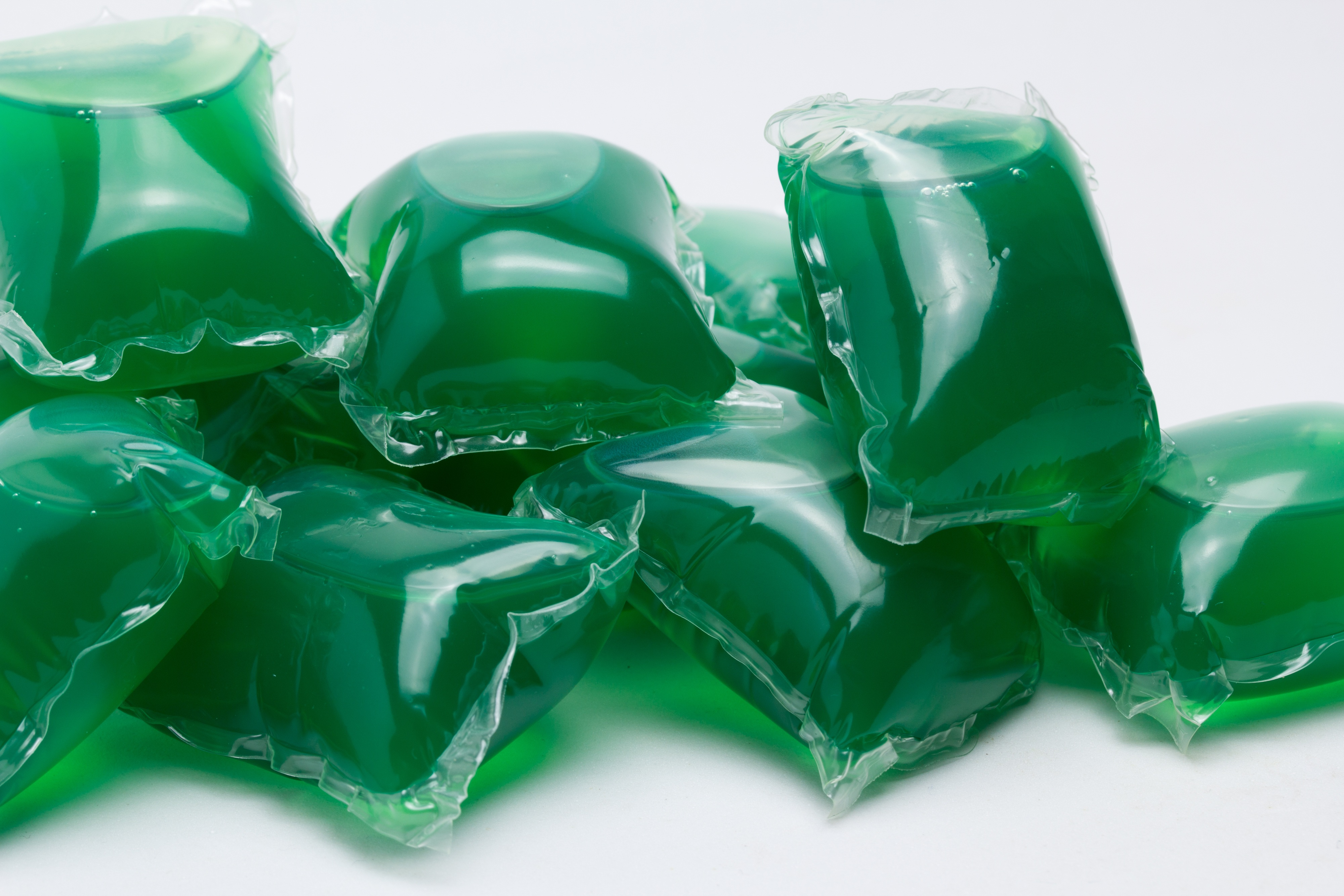
Dosettes hydrosolubles de lessive liquide.

Une dosette de lessive, appelée aussi capsule de détersif à lessive (CDL), est un produit de lessive liquide au format en monodose, généralement vendu dans les magasins sous forme de tablettes liquides, de blocs, de comprimés et de sachets. 

## Historique
Dans les années 1960, la multinationale américaine Procter & Gamble lance les tablettes Salvo, doses de lessives pour machines à laver le linge. Cette marque est abandonnée en 1978, les tablettes ne se dissolvant pas entièrement et laissant des traces. À la fin des années 1990, ses concurrents Unilever et Henkel lancent un produit similaire en Europe de l'Ouest mais l'abandonnent au bout de deux ans pour les mêmes problèmes d'efficacité.
En février 2012, après huit ans de recherche, Procter & Gamble introduit sur le marché américain Tide Pod (capsule Tide en gel colorée), un détergent à lessive à dose unique qui fait l'objet de 50 brevets et rencontre le succès,.
Lancées à grand renfort de publicité, ces dosettes conquièrent des parts de marché, représentant en 2014 23,2 % du marché des lessives en France. 

## Composition et efficacité
La plupart des capsules comportent une membrane d'alcool polyvinylique soluble dans l'eau. Concentrés de lessive liquide, elles sont généralement trois fois plus dosées en tensioactifs que les lessives liquides classiques, ces dernières contenant entre 10 et 20 % de tensio-actifs associés à divers co-formulants (complexants du calcium, azurants optiques, parfums, etc.) en solution hydrique. Contenant 10 % d'eau (contre 50 % pour les lessives liquides classiques), le mélange contient habituellement  trois types de tensioactifs, anionique, cationique et non ionique
Produits premium, les dosettes reviennent plus cher (le prix d'un lavage avec des capsules revient à 0,33 € en moyenne) que l'utilisation raisonnable des autres lessives tous formats confondus (prix d'un lavage de 0,22 € en moyenne), « mais les consommateurs ont souvent recours à plus de lessive que nécessaire, ce qui réduit l'écart de prix ». Les tests montrent que le succès rencontré par ces dosettes est plus dû à « leur format pratique qu'à leurs bons résultats. À quelques exceptions près, elles n’enlèvent pas aussi bien les taches que les lessives en poudre et elles préservent plutôt moins bien les couleurs que les lessives liquide ».

## Risques
La multiplication des cas d'exposition à ces capsules est à l'origine d'intoxications graves, notamment pédiatriques.

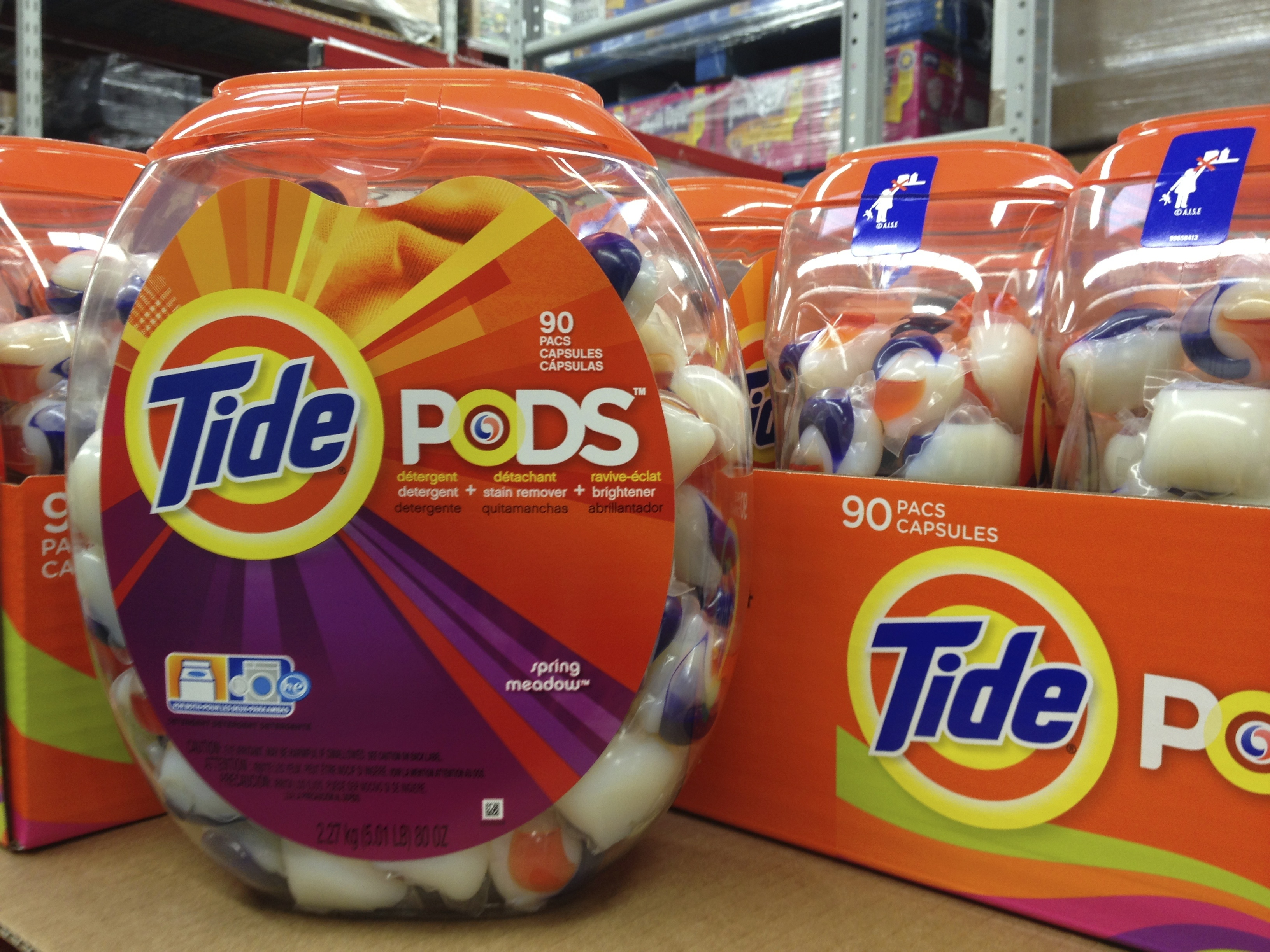
Tide Pod Spring Meadow, marque critiquée pour ses couleurs vives et sa fâcheuse ressemblance avec un appétissant bonbon ou un jouet.

Dès le lancement des capsules de lessive de Procter & Gamble en 2012, les centres antipoison rappellent aux parents de les garder à l’abri de leurs enfants, qui pourraient les confondre avec friandises ou des jouets, ce qui les encourage à les porter à la bouche, l'enveloppe hydrosoluble étant conçue pour se rompre au contact de l'eau, mais aussi à celui de la salive, et la préhension étant facilitée du fait de leur petite taille,. Produit agressif pour la peau et les muqueuses, voire corrosif en cas de contact prolongé, il implique de se laver abondamment les mains en cas de contact avec la peau, il se révèle encore plus dangereux selon les autres voies d'exposition. La multiplication des cas d'exposition aux dosettes est en effet à l'origine d'intoxications graves, notamment pédiatriques. En 2016, le journal Pediatrics (en) rapporte qu’en 2013 et 2014, des milliers d’enfants de moins de 6 ans ont été en contact avec soit de la lessive soit du liquide vaisselle, la plupart d’entre eux en ayant ingéré. Entre 2012 et 2017, les États-Unis enregistrent huit morts dues à l'ingestion de capsules, dont six dues aux Tide Pods de Procter & Gamble.
En France, les centres antipoison et de toxico-vigilance rapportent 7 562 expositions à ces dosettes de 2005 à 2012, en nette augmentation depuis 2010. Il s'agit majoritairement d’enfants de moins de 5 ans (92 % des cas), dont 7 % sont âgés de moins de un an. L'exposition est accidentelle dans 99,6 % des cas. Les voies d'exposition, multiples dans 8 % des cas, sont orale (86 %), oculaire (13 %), cutanée (8 %) et respiratoires (0,4 %).
Depuis 2012, leTide Pod Challenge (le défi de la capsule Tide) diffusé sur les réseaux sociaux de vidéos (Facebook, Twitter, YouTube) consiste à croquer dans des capsules de lessive colorée. Phénomène inquiétant mais restreint, les autorités sanitaires alertent sur sa dangerosité après avoir observé qu'il prenait de l’ampleur chez les adolescents aux États-Unis, devenant un mème Internet à la fin de l'année 2017,.